# Hasan Kuruçay
Hasan Kuruçay (* 31. August 1997 in Odense, Dänemark) ist ein türkisch-dänischer Fußballspieler, der aktuell beim FC Schalke 04 unter Vertrag steht.

## Karriere

### Verein

#### Anfänge in Odense und Næstved
Hasan Kuruçay, als Sohn türkischer Eltern in Dänemark geboren und aufgewachsen, trat in seiner Jugend Odense BK bei. Im August 2014 absolvierte er ein Probetraining bei Besiktas Istanbul, ein Wechsel in die türkische Metropole kam allerdings nicht zustande. Im Sommer 2016 unterzeichnete Kuruçay einen Vertrag bis zum Ende des Jahres. Sein Vertrag lief zum Ende des Jahres aus und einen neuen Kontrakt erhielt er nicht. Der in Odense geborene Spieler fiel während seiner Zeit in Odense durch eine „schlechte Einstellung“ auf.
Er absolvierte im Februar 2017 ein Probetraining beim Zweitligisten Næstved BK und wurde nach einigen Tagen unter Vertrag genommen. Im Trikot dieses Vereins gab Kuruçay am 5. März 2017 im Auswärtsspiel bei FC Fredericia sein Debüt im Herrenbereich. In der Folge kam er regelmäßig zum Einsatz und spielte als Innenverteidiger zumeist über die komplette Spielzeit, bevor er gegen Saisonende – mit Ausnahme des vorletzten Spieltages – nicht mehr zum Spieltagskader gehörte.

#### Einmal Türkei und zurück
In der Sommertransferperiode der Saison 2017/18 wechselte Hasan Kuruçay in die Türkei zu Konyaspor, wurde aber später an den Drittligisten Anadolu Selçukspor verliehen. Für diesen Verein absolvierte er allerdings nur vier Partien. Im Januar 2018 folgte die Rückkehr von Kuruçay nach Dänemark, wo er sich dem Drittligisten BK Marienlyst anschloss. Angekommen im Verein, erkämpfte er sich einen Stammplatz als Innenverteidiger und kam in jedem Spiel zum Einsatz, wobei er vier Spiele wegen einer Rotsperre verpasste. Auch in der Hinrunde der Saison 2018/19 gehörte Hasan Kuruçay zu den Stammspielern, ehe es ihn erneut ins Ausland zog, nun nach Norwegen.

#### Dreieinhalb Jahre Norwegen
Sein neuer Arbeitgeber wurde der Drittligist Florø SK, wo er regelmäßig spielte, zumeist hierbei über die komplette Spielzeit. Die Zeit von Kuruçay im Verein dauerte nur ein Jahr und in der Folge zog es ihn zum Zweitligisten Strømmen IF; dort spielte er sich als Innenverteidiger in die Stammelf, wobei er dabei überwiegend über die komplette Spielzeit auflief. Nach wiederum einem Jahr schloss er sich dem Ligakonkurrenten Ham-Kam an und unterschrieb dabei einen Vertrag für zwei Jahre. Hasan Kuruçay stand dort zwischenzeitlich vier Spiele in Folge nicht im Spieltagskader, war aber ansonsten über weite Strecken der Saison erste Wahl seines Trainers – 20 Mal in der Anfangself bei 24 Einsätzen – und stieg mit seinem Verein zum Saisonende in die Eliteserien – die höchste Spielklasse in Norwegen – auf. Ein Stammspieler war er auch in der norwegischen Erstklassigkeit; als Innenverteidiger war er in jedem Spiel Teil der Anfangself und verpasste nur zwei Saisonspiele (eine davon wegen einer Gelbsperre). Mit Ham-Kam gelang Hasan Kuruçay der Klassenerhalt. Sein Vertrag lief zum Ende des Jahres 2022 aus.

#### Kuruçay in Deutschland und in Belgien
Im Januar 2023 wechselte Kuruçay während der Wintertransferperiode der Saison 2022/23 nach Deutschland zum Zweitligisten Eintracht Braunschweig, wo er einen Vertrag bis 2024 unterschrieb. Beim Aufsteiger erkämpfte er sich mit der Zeit einen Stammplatz auf der Position des Innenverteidigers und schaffte mit seinem Verein zum Saisonende den Klassenerhalt. Auch in der darauffolgenden Saison war Hasan Kuruçay über weite Strecken Stammspieler in der Innenverteidigung, kam aber – auch aufgrund einer gelb-roten Karte sowie wegen einer roten Karte – nicht immer zum Einsatz. Während der ganzen Saison spielten die „Löwen“ aus Braunschweig auch dieses Mal gegen den Abstieg aus der 2. Bundesliga und schafften schließlich mit Platz 15 den Klassenerhalt. Kuruçay gab zwei Vorlagen und schoss vier Tore selbst. Sein zum 30. Juni 2024 auslaufender Vertrag wurde nicht verlängert und so war seine Zeit in Ostniedersachsen beendet. Zwar hätte der BTSV den in Odense geborenen Hasan Kuruçay gerne behalten, doch der Spieler entschied sich gegen einen Verbleib in Braunschweig.
Er war zunächst ohne Verein, ehe er im September 2024 beim belgischen Erstligisten Oud-Heverlee Löwen einen Vertrag für eine Saison und mit einer Option auf eine Verlängerung um eine weitere Spielzeit erhielt.
Im Sommer 2025 wechselte er zum FC Schalke 04, wo er einen Zweijahresvertrag unterschrieb.

### Nationalmannschaft
Hasan Kuruçay absolvierte am 24. September 2013 beim 1:1-Unentschieden im Testspiel gegen Finnland sein erstes Spiel für die türkische U17-Nationalmannschaft. Im Jahr 2013 absolvierte er für diese Altersklasse insgesamt zwei Spiele und kam am 28. Oktober 2014 zu seinem ersten Einsatz für die U18-Mannschaft der Türken, als er beim 3:0-Sieg im Freundschaftsspiel gegen Russland auflief. Bis 2015 spielte Kuruçay für die türkische U18 in sieben Partien. Am 6. September 2015 folgte sein erstes Spiel für die U19-Nationalmannschaft der Türkei und hatte dabei einen Einsatz bei einer 3:4-Niederlage im Testspiel gegen Belgien. Von 2015 bis 2016 hatte Hasan Kuruçay für diese Altersklasse drei Länderspiele absolviert.